# Виртуальная торговая точка
Виртуальная торговая точка (англ. Virtual trading point) — нефизический хаб для торговли природным газом. Является площадкой для передачи газа внутри определённой рыночной зоны (market area). Виртуальная торговая точка не связана с физическими точками входа и выхода газа в рыночную зону и позволяет покупателям и продавцам обмениваться объёмами природного газа без бронирования транспортных мощностей. Альтернативой виртуальным торговым точкам являются физические газовые хабы, такие как Henry Hub в США.
Торговля на виртуальных торговых точках ведётся онлайн в режиме реального времени. Для использования виртуальной торговой точки трейдеры должны быть на ней зарегистрированы и иметь собственную балансовую группу (balancing group) природного газа, иначе говоря балансовый счёт. Цены на природный газ в европейских виртуальных торговых точках исчисляются в Евро/МВт-ч. При этом виртуальные торговые точки разных стран могут существенно отличаться по ликвидности газа.

## Европейские виртуальные торговые точки
- Title Transfer Facility (TTF), Нидерланды, с 2003 года
- National Balancing Point (NBP), Великобритания, с 1996 года
- NetConnect Germany (NCG), южная Германия, с 2009 года
- Gaspool (GPL), северная Германия, с 2009 года
- Zeebrugge Hub (ZEE), Бельгия, с 2003 года
- Points d'Echange de Gaz (PEG), Франция, с 2004 года
- Central European Gas Hub (CEGH), Австрия, с 2005 года
- Punto di Scambio Virtuale (PSV), Италия, с 2003 года
- Punto Virtual de Balance (PVB), Испания, с 2016 года